# David Weinberger
David Weinberger (Nueva York, 1950) es un tecnólogo, orador y comentarista estadounidense, más conocido como coautor del Manifiesto Cluetrain (originalmente un sitio web, y finalmente un libro, que ha sido descrito como "un manual sobre marketing en Internet"). El trabajo de Weinberger se centra en cómo Internet está cambiando las relaciones humanas, la comunicación, el conocimiento y la sociedad. 
Es filósofo, tiene un Ph.D. por la Universidad de Toronto y enseñó en la universidad desde 1980 hasta 1986. Fue uno de los escritores de "Inside Woody Allen" desde 1976-1983. Se convirtió en consultor de marketing y ejecutivo en varias compañías de alta tecnología, y actualmente trabaja en el Berkman Klein Center for Internet & Society en la Facultad de Derecho de Harvard, donde co-enseña en una clase sobre "The Web Difference" con John Palfrey. Además, es codirector del Harvard Library Innovation Lab en la Harvard Law School. Consiguió el título de Senior Internet Advisor para la campaña presidencial de Howard Dean en 2004, y brindó asesoramiento sobre políticas tecnológicas para la campaña presidencial de 2008 de John Edwards.

## Publicaciones
- World of Ends, What the Internet Is and How to Stop Mistaking It for Something Else (con Doc Searls)[6]
- The Cluetrain Manifesto
- Small Pieces Loosely Joined: A Unified Theory of the Web
- Everything is Miscellaneous: The Power of the New Digital Disorder
- Too Big to Know: Rethinking Knowledge Now That the Facts Aren't the Facts, Experts Are Everywhere and the Smartest Person in the Room Is the Room (2012).